# Villa Iozzelli
Villa Iozzelli è un edificio situato in via S. Quirico 17, in località ll Pettirosso, nel comune di Pistoia.

## Storia
Nel 1969 Giovanni Michelucci inizia la progettazione di una casa unifamiliare per il dott. Giovan Carlo Iozzelli, con il quale era entrato in contatto tramite l'ingegner Gianfranco Biagini, che sarà il direttore dei lavori.
Il luogo, sulle pendici collinari che delimitano a nord-est la pianura pistoiese, conservava, negli anni Settanta, e mantiene ancora, un carattere agreste e gode di una posizione panoramica. Si tratta inoltre una zona nota e cara a Michelucci, che qui passeggiava con gli amici del gruppo del Cenacolo quando, negli anni Venti, si riunivano nella casa colonica di Agostini, posta poco più a valle.
Il primo progetto prevede l'accesso alla loggia che si trova al primo piano, rivolta verso valle, attraverso una rampa gradonata coperta con una leggera volta a botte. Questa versione del progetto non viene approvata dalla commissione edilizia e di conseguenza si rende necessario ripiegare su una soluzione a doppia scalinata ai due estremi della loggia, che risulta quindi prolungata per l'intera lunghezza della casa.
L'idea di Michelucci è di realizzare in pietra le strutture portanti verticali ed è questo l'orientamento seguito in quasi tutto l'edificio. In corso di esecuzione, tuttavia, i pilastri del fronte lungo, che sorreggono la loggia, vengono realizzati dal direttore dei lavori in cemento armato, in base a considerazioni di carattere statico, e il progettista sceglie, per una esigenza di sincerità espressiva, di lasciare a vista questo materiale.
I lavori subiscono un'interruzione, poco dopo aver gettato le fondamenta, per un periodo di malattia di Michelucci.
Durante la costruzione il progettista, servendosi di esperti artigiani locali e con l'ausilio dell'ing. Biagini, cura la realizzazione dei particolari degli esterni - ringhiere in ferro, portoncini e portoni - e si occupa personalmente della scelta dei materiali, in particolare della pietra di varie tonalità di colore, estratta dalle cave di Monsummano che erano all'epoca già in via di chiusura. Suggerisce inoltre il riadattamento di pezzi di produzione Breda per gli elementi metallici posti sopra i pilastri della loggia e disegna la scala, il caminetto e parte dell'arredo, coinvolgendo nella realizzazione del frontale in rame del caminetto la fonderia di famiglia e, nella esecuzione delle parti in legno, la ditta Fantacci, di Agliana.
Contemporaneamente alla costruzione dell'edificio viene progettato e realizzato il giardino dalla ditta Zelari.
Nel 1974 la casa è conclusa.
Essa ha retto ottimamente la verifica del tempo, e dell'uso da parte di una famiglia numerosa, e ha ospitato ancora più volte, come amico, il progettista, che tornava in un luogo a lui caro.

## Descrizione
I muri in pietra di Monsummano, nei toni del grigio, rosato e ocra pallido, e le due ampie falde del tetto in laterizio convivono in buona armonia con il paesaggio della collina pistoiese. Una trama di pilastri in pietra si dispone a ridosso dei due lati corti dell'edificio, che si sviluppa in prevalenza nel senso della lunghezza, con forma pressoché rettangolare. I lati lunghi risultano leggermente arcuati e la fronte verso valle, esposta a sud-ovest, è riparata da un profondo loggiato, al piano terra e al primo piano, sorretto da snelli pilastri in cemento armato, terminanti con elementi metallici che sorreggono la falda del tetto.
L'ingresso principale della villa si trova al piano seminterrato dove una scala a due rampe, disegnata anche nei particolari da Michelucci con gradini in cardoso, corrimano in legno e ringhiera in cristallo sorretta da struttura in ferro e rame, conduce al primo piano.
Lo spazio del soggiorno, della scala e del percorso sopraelevato che conduce alle quattro camere da letto e ai servizi, risulta privo di diaframmi, con un effetto di dilatazione e luminosità, accresciuto dalla parete vetrata, aperta sul verde del giardino, contro la quale si staglia la scala.
Nel soggiorno si trova il grande caminetto, con frontale in lastre di rame, realizzate su disegno del progettista nelle officine Fab di Renzo Michelucci. La cappa, in intonaco bianco, è abilmente sagomata a suggerire l'idea della tenda, che compare, in diversa scala, in altre opere dell'architetto.
Un mobile parete contiene la scala e il percorso che immette alle camere da letto e ai servizi, posti a un livello leggermente superiore.
Sullo stesso livello del soggiorno si trova il locale per il pranzo e l'ampia cucina, dove i mobili in legno e il caminetto sono sempre su disegno di Michelucci.
Un'ultima rampa della scala sale agli ambienti mansardati e alla soffitta.

## Fortuna critica
Mentre per Belluzzi e Conforti  se l'immagine esterna della casa appare abbastanza convenzionale (...) lo spazio interno offre scorci degni del migliore Michelucci, Borsi considera piuttosto questa casa, insieme con casa Reali, una sorta di civetteria: quella di non rifiutare mai una occasione di costruire... , mentre Suppressa sottolinea il dialogo con l'ambiente naturale che circonda l'edificio .